# Victor Marijnen
Victor Gerard Marie "Vic" Marijnen (Arnhem, 21 de febrer de 1917 - La Haia, 5 d'abril 1975) va ser un polític holandès del desaparegut Partit Popular Catòlic (KVP) ara fusionat amb el nom de la Crida Demòcrata Cristiana (CDA), que va servir com primer ministre dels Països Baixos des de 24 de juliol 1963 fins al 14 d'abril de 1965.
Anteriorment havia estat nomenat Ministre d'Agricultura i Pesca del 19 de maig de 1959 fins al 24 de juliol de 1963 al Gabinet De Quay. I va actuar com a Ministre de Salut i Afers Socials del 3 de juliol de 1961 fins al 17 de juliol de 1961 després de la dimissió de Charles van Rooy. Va estar un curt període com a membre de la Cambra de Representants del 2 de juliol 1963 fins al 24 de juliol de 1963. Després de les eleccions generals holandeses de 1963, es va convertir en Primer Ministre dels Països Baixos, amb el seu gabinet Gabinet Marijnen.
Després de la seva etapa de primer ministre, Marijnen es va mantenir en la política activa i es va convertir novament en membre de la Cambra de Representants del 27 d'abril de 1965 fins al 14 de gener 1966. Més tard va ser alcalde de la Haia des del 16 d'octubre 1968 fins a la seva mort el 5 d'abril de 1975.

## Condecoracions
- Netherlands
  - Orde d'Orange-Nassau
    -  Oficial (25 setembre de 1957)
    -  Gran Oficial (20 d'abril de 1965)